# Châtellenie de Maurienne
La châtellenie de Maurienne est une circonscription féodale dans le cadre de la gestion du comté, puis du duché de Savoie, du XIIIe siècle au XVIIIe siècle. Elle est située dans la vallée intra-alpine de la Maurienne.
La châtellenie appartient au domaine comtal, puis ducal, et elle est administrée par un châtelain, désigné par le souverain, qui intervient dans les domaines militaire, administratif et judiciaire.

## Situation
La châtellenie de Maurienne recouvre un territoire constitué d'une partie de la moyenne et de la haute Maurienne, correspondant à la vallée de l'Arc. Cette partie de territoire relève du comté de Maurienne, placé sous le contrôle des Humbertiens, à l'origine de la Maison de Savoie et donc communément dits comtes de Savoie, depuis le XIe siècle. Le comte Humbert se fait concéder le titre entre 1043-1046. Le comte possède par ailleurs la partie basse de la vallée relevant de la châtellenie d'Aiguebelle.
Le reste de la vallée est placé sous l'autorité du pouvoir épiscopal de Saint-Jean-de-Maurienne, avec qui les comtes en Maurienne, sont en concurrence. Les évêques possèdent six châtellenies au XIIIe siècle, notamment dans la partie centrale de la vallée (sauf Argentine, située en basse Maurienne), avant que ces possessions soient réduites à trois, au siècle suivant, à la suite d'une jacquerie où le comte a dû intervenir,. Ces terres épiscopales prendront le nom désormais de Terre limitée, à l'issue du traité d'association de 1327. Il faut par ailleurs compter avec les seigneurs de La Chambre, hommes-liges du comte, qui portent le titre de vicomte de Maurienne, dont dépendent deux châtellenies, la baronnie de La Chambre et sa mestralie de Pontamafrey et Avrieux (soit une vingtaine de villages).
Selon l'érudit local, le comte de Mareschal de Luciane, à l'origine, la vallée de la Maurienne, relevant des comte de Savoie, correspondait à une seule châtellenie ayant pour centre le château d'Hermillon, lieu de résidence du châtelain. Il faut attendre l'année 1271 pour avoir la mention d'un châtelain d'Aiguebelle également métral de Maurienne et d'Hermillon,,. À partir de 1287, la vallée est séparée en deux châtellenies, celle d'Aiguebelle, avec pour centre le château de Charbonnières, située en deçà du verrou d'Épierre, et celle de Maurienne,,.
La châtellenie de Maurienne « [comprend] un territoire démesurément grand par rapport aux dimensions habituelles des châtellenies savoyardes, [avec] une quarantaine de paroisses dans la vallée de l'Arc et ses vallées latérales », alors qu'une châtellenie traditionnellement réunie une quinzaine de paroisses selon Bernard Demotz. Sa mise en place, tout comme pour le reste du comté, se fait à partir du milieu du XIIIe siècle. Toutefois, ce territoire n'est pas immédiatement une châtellenie, mais une métralie (mistralie). Sa première mention, correspond à un compte de châtellenie (novembre 1266-mai 1267). En 1272, le métral de Maurienne est le châtelain d'Hermillon,.
La châtellenie relève du bailliage de Savoie, tout comme les terres de la Savoie Propre ou de la vallée de la Tarentaise,,.
La vallée de la Maurienne revêt un intérêt stratégique particulier puisqu'elle commande l'axe de communication majeur reliant, en aval, le comté de Savoie et le Dauphiné, et au-delà une partie de l'Europe du Nord, à la péninsule italienne, par le col du Mont-Cenis. Les versants des massifs possèdent par ailleurs de nombreuses ressources minières.

## Centre de la châtellenie
Le centre politique de cette châtellenie varie au cours des périodes. À l'origine, la châtellenie est gérée par un seul châtelain, installé à Hermillon (dit également « tour du Châtel »), semble-t-il, de s'installer à La Chambre où le comte fait édifier une résidence. Selon le chanoine et historien local Saturnin Truchet (1828-1904), le châtelain Humbert de la Salle avait fait construire une maison forte dans le bourg, mentionnée dans une charte du 2 septembre 1321.
Il semble que le châtelain s'installe par la suite à Pontamafrey, qui devient ainsi la « capitale administrative de la châtellenie ».
Saint-Michel est également donné comme centre de la châtellenie, Le siège peut-être la maison forte qui contrôle l'accès à la ville en venant de la plaine. Il s'agit d'ailleurs, jusqu'à ce que la cité épiscopale de Saint-Jean entre dans le giron comtal, de la cité la plus importante de la vallée.

## Les mestralies de Maurienne
La châtellenie s'étire sur une soixantaine de kilomètres. En raison de sa taille (regroupement d'une quarantaine de paroisses), elle est subdivisée en mestralies (mistralies). Leurs nombres varient au cours des périodes, les principales sont centrées autour des bourgs de Termignon, de Modane, de Saint-Michel et de La Chambre,,. Pontamafrey semble remplacer le bourg de La Chambre en tant que centre de la mestralie.
D'autres centres apparaissent à certaines périodes comme : 
- Saint-Julien[15],[20], bourg viticole et villefranche[21] ;
- Les Villars[15] ;

Les chefs-lieux des châtellenies de Modane (Amodane), de Saint-Michel et de La Chambre sont devenus par la suite les sièges de canton dans l'organisation administrative française, après l'Annexion de 1860.

### Mestralie de La Chambre
La mestralie de La Chambre est constituée de vingt villages ou paroisses appartenant aux comtes puis ducs de Savoie, situés entre le pont d'Épierre, pour l'aval, frontalier de la châtellenie d'Aiguebelle, et Hermillon, en amont de la vallée de la Maurienne. Son centre se trouve à La Chambre avant de se déplacer dans la partie droite de Pontamafrey,. Située de part et d'autre de l'Arc, si la partie droite appartient aux Savoie, la rive gauche relevait d'une baronnie appartenant aux seigneurs de La Chambre. D'ailleurs, les terres relèvant directement des seigneurs de La Chambre sont imbriquées dans cette mestralie, créant une situation où deux communautés distinctes cohabitent, les ducaux et les chambrains.
Les habitants de cette mestralie obtiennent une charte de franchises, en date du 18 avril 1346.
Dans un autre article, le comte de Mareschal de Luciane précise que Pontamafrey est une ferme qui « comprend le pontonage et le péage d'Hermillon, la paroisse d'Hermillon, Montvernier, Montpascal, Châtel et Pontamafrey ».

### Mestralie de Saint-Michel

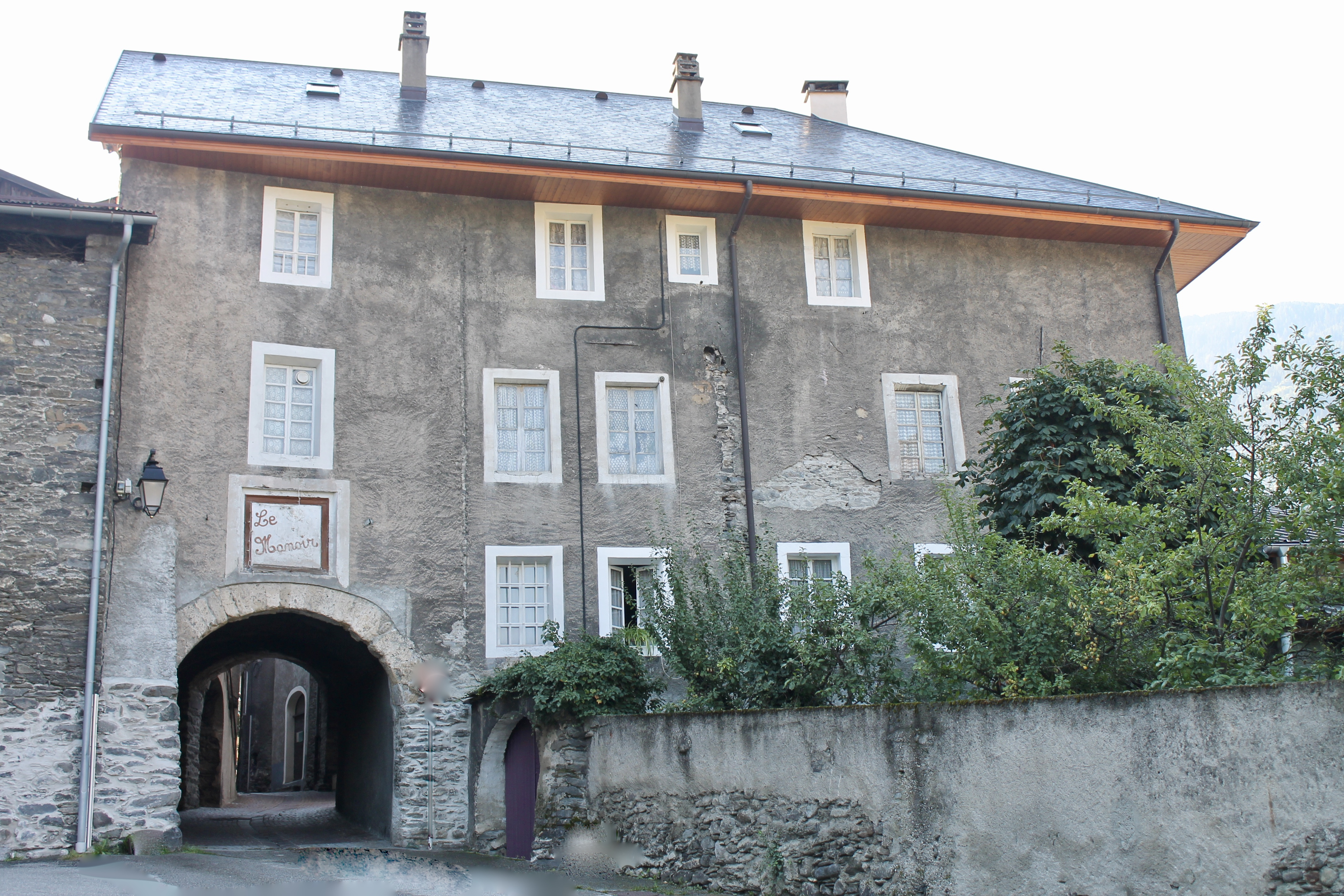
Entrée basse de la ville contrôlée par une maison forte qui a pu être la résidence du châtelain.

Le châtelain a semble-t-il résidé dans la maison forte qui forme une voute à l'entrée basse de la ville. Elle doit être distingué du château-fort situé sur les hauteurs du chef-lieu.
Au XVIe siècle, la mestralie comprend les paroisses suivantes « Saint-Michel, Saint-Julien, Mont-Denis, Saint-Martin-la-Porte, Beaune, le Til, Orelle, Saint-Martin-Outre-Arc et Valmeinier, et s'étendait du Pas de la Verne au Pont de Villar-Clément ». En 1599, la châtellenie comprend 9 paroisses Saint-Michel ; Saint-Julien-Montdenis ; Saint-Martin-Outre-Arc (aujourd'hui Loutraz, hameau de Modane, ancienne paroisse de Saint-Martin-d'Arc) ; Valmeinier ; Saint-Martin-de-la-Porte ; Beaune ; Le Thyl et Orelle.

### Mestralie de (A)Modane
Le territoire de la mestralie de Modane — anciennement Amodane — comprend les paroisses de Modane, Le Bourget et Villarodin, Fourneaux, Freney et Avrieux.

### Mestralie de Termignon
Termignon est le centre de la mestralie, avant d'être remplacée par Lanslebourg. Cette mestralie possède un péage permettant le passage du col du Mont-Cenis.
Le territoire réunit les paroisses de Termignon, de Lanslebourg, d'Aussois et de Sollières.

## Inféodation de la châtellenie (XVIesiècle-XVIIIesiècle)
En avril 1599, le duc Charles-Emmanuel Ier de Savoie, qui a besoin d'argent, vend pour 10 000 écus d'or à Pierre de Duin, dit Maréchal, baron de la Val d'Isère, gouverneur du château de la ville de Conflans, et son frère Jean-Balthazard, le revenu de la châtellenie de Saint-Michel. En 1608, ils obtiennent la juridiction sur celle-ci. En 1609, cette dernière vente est annulée, suivant une volonté des habitants de la mestralie et le domaine rejoint les possessions ducales.
En décembre 1599, le duc Charles-Emmanuel Ier de Savoie donne, pour trois ans, puis en septembre 1602 à vie, l'usufruit du domaine de Maurienne au comte Odin Sandry. Toutefois, à la mort du duc (1630), en l'absence de lettres patentes, le domaine entre à nouveau dans le domaine ducal.
Le duc vend, pour 4 1000 ducatons, en août 1635, le reste du domaine de Maurienne à Philibert de la Valdisère de Duin, dit Mareschal, seigneur de Saint-Michel,,.

## Les châtelains
Le châtelain administre, tient les comptes et possède un rôle militaire majeur, pour le comte de Savoie, à partir du XIIIe siècle. Il est un « [officier], nommé pour une durée définie, révocable et amovible »,. Il est chargé de la gestion de la châtellenie, il perçoit les revenus fiscaux du domaine, et il s'occupe de l'entretien du château.
Afin de l'aider dans sa gestion, le châtelain est secondé par un vice-châtelain ou lieutenant, ainsi que par des métraux (ou mistraux) pour gérer les mestralies. « Les seigneurs la concédaient assez souvent, en fief ou en emphytéose, à une famille qui, dès lors, pouvait la vendre, la diviser, en disposer à son gré » (chanoine Garin), ils appartiennent très généralement à la noblesse locale ou du comté. Le chanoine Garin précise par ailleurs que « les émoluments, les droits, les attributions des mestraux variaient suivant les lieux et étaient généralement fixés par le titre de nomination, d'inféodation ou d'emphytéose ».
Le châtelain est aussi parfois aidé par un receveur des comptes, qui rédige « au net [...] le rapport annuellement rendu par le châtelain ou son lieutenant ».
Selon le comte François-Clément de Mareschal de Luciane, dans une publication en lien avec le Congrès des Sociétés savantes de Savoie (1895), les châtelains sont d'abord mentionnés comme châtelains d'Hermillon, jusqu'à l'année 1281 dans les différents actes, avant d'avoir la mention d'un premier châtelain de Maurienne en 1287. L'auteur « [fait] remarquer à ce sujet que certaines listes de châtelains de Maurienne, qui ont été publiées, ne sont pas exactes », sans précisions. L'année précédente, le bulletin Travaux de la Société d'histoire et d'archéologie de la province de Maurienne (1894) publiait de son côté une liste de châtelains.

### Fonds d'archives
- Série : Comptes des châtellenies (1266-1565). Fonds : Comptes de châtellenie et de subsides; Cote : SA 15970-16182. Chambéry : Archives départementales de la Savoie (présentation en ligne).« Maurienne - Tant en bas que au-dessus de La Verne »,
- Série : Comptes des châtellenies (XIIIe siècle-XVIe siècle). Fonds : Inventaire-Index des comptes de châtellenie et de subsides; Cote : SA. Chambéry : Archives départementales de la Savoie (présentation en ligne).p. 379-293, « Maurienne »
- Groupe de Chambéry (animé par Christian Guilleré) et Groupe de Lyon (animé par Jean-Louis Gaulin), « Comptes de châtellenies savoyardes », sur castellanie.net : « Recherche multicritères : « Maurienne » (10 rouleaux). »